# Azer Aliyev (artista)
Azer Seyran oglu Aliyev (en azerí: Azər Seyran oğlu Əliyev; Bakú, 18 de julio de 1969) es pintor, artista gráfico y  diseñador de Azerbaiyán, profesor de la Academia Estatal de Artes de Azerbaiyán.

## Biografía
Azer Aliyev nació el 18 de julio de 1969 en Bakú. En 1984-1988 estudió en la Escuela Estatal de Arte de Azerbaiyán en nombre de Azim Azimzade. En 1992-1997 estudió en la Universidad Estatal de Cultura y Arte de Azerbaiyán.
Desde 1992 trabajó como diseñador-artista en el estudio de cine documental de Azərbaycan Televiziya. Desde 1993 participó en muchas exposiciones internacionales. Las obras del pintor también se exhibieron en las exposiciones organizadas en Alemania, Turquía, Francia, Italia, Rusia y  en otros países.
Sus obras representaron a Azerbaiyán en la Exposición Internacional «Art Shopping» de 2018 en el Museo del Louvre y en exposiciones de arte en Cannes y Milán.
Azer Aliyev es miembro de la Unión de Artistas de Azerbaiyán y de la Unión de Diseñadores de Azerbaiyán.